# White justice
Singles de Faylan
Dead END / Soukyuu no Hikari
(2012) Realization
(2012)
White justice est le 15e single de Faylan sorti sous le label Lantis le 23 mai 2012 au Japon. Il arrive 45e à l'Oricon et reste classé 4 semaines.
White justice a été utilisé comme thème de fermeture de l'anime Mobile Suit Gundam AGE Kio Hen. White justice se trouve sur l'album Prism.

## Liste des titres
Toutes les paroles sont écrites par Faylan.
| 1. | White justice                                 | Noriyasu Agematsu (上松範康) |  |
| 2. | Kimi to ita Hibi (君といた日々)               | Rino                         |  |
| 3. | White justice （ballade version）             | Noriyasu Agematsu (上松範康) |  |
| 4. | White justice (off vocal)                     | Noriyasu Agematsu (上松範康) |  |
| 5. | Kimi to ita Hibi (off vocal) (君といた日々)   | Rino                         |  |
| 6. | White justice （ballade version） (off vocal) | Noriyasu Agematsu (上松範康) |  |

| 1. | White justice |  |